# United Hockey League
United Hockey League byla profesionální hokejová liga ve Spojených státech. Liga sídlila v Michiganském Rochesteru a soutěže se účastnilo sedm týmů.
UHL byla založena v roce 1991 jako Colonial Hockey League. Roku 1997 byl její název změněn na United Hockey League a od roku 2007 pak byla přejmenována na International Hockey League. V roce 2010 se její název opět změnil zpět na United Hockey League. Před rokem 2010 se liga sloučila s Central Hockey League.

## Mistři ligy
- 2010 – Fort Wayne Komets
- 2009 – Fort Wayne Komets
- 2008 – Fort Wayne Komets – první vítěz Turner Cupu
- 2007 – Rockford IceHogs – poslední vítěz Colonial Cupu
- 2006 – Kalamazoo Wings
- 2005 – Muskegon Fury
- 2004 – Muskegon Fury
- 2003 – Fort Wayne Komets
- 2002 – Muskegon Fury
- 2001 – Quad City Mallards
- 2000 – Flint Generals
- 1999 – Muskegon Fury
- 1998 – Quad City Mallards
- 1997 – Quad City Mallards
- 1996 – Flint Generals
- 1995 – Thunder Bay Senators
- 1994 – Thunder Bay Senators
- 1993 – Brantford Smoke
- 1992 – Thunder Bay Thunder Hawks